# Пауль-Вольдемар Тенно
Пауль-Вольдемар Тенно (ест. Paul-Voldemar Tenno; 15 [27] вересня 1891 — 22 лютого 1985) — офіцер Російської імператорської армії, артилерист. Учасник Першої світової війни, громадянської війнив Росії та війни Естонії за незалежність. Кавалер ордена Святого Георгія 4-го ступеня. Офіцер резерву Естонської армії.

## Життєпис
Пауль-Вольдемар Тенно народився у селянській сім'ї Таніеля (Данила) Тенно (нар. 30 жовтня 1866) та Міїни Тенно (нар. 1868) у селі Гаммасте (Кастеро-Вендауська волость, Дерптський повіт). Закінчив Юріївське реальне училище.
У 1911 році вступив на військову службу юнкером до Михайлівського артилерійського училища, після закінчення якого 12 липня 1914 проведений у підпоручики, зі старшинством з 6 серпня 1912, з призначенням в 22-й мортирний артилерійський дивізіон. 17 липня зарахований до дивізіону молодшим офіцером 1-ї батареї, 18 липня виступив із дивізіоном на театр воєнних дій.
Учасник Першої світової війни. Воював у складі Північно-Західного фронту. 24 листопада 1915 року призначений ад'ютантом дивізіону. 24 лютого 1916 проведений у поручики, зі старшинством з 19 липня 1915, 7 жовтня 1916 — в штабс-капітани, зі старшинством з 19 липня того ж року.
29 січня 1917 року призначений старшим офіцером 1-ї батареї. З 1 березня по 6 квітня, з 29 квітня по 8 серпня та з 21 вересня по 24 листопада 1917 року тимчасово командував батареєю.
Наказом командувача 7-ї армії від 31 жовтня 1917 року № 1765, за відмінність у бою 18 червня 1917 року при рекогносцировке на ворожі позиції під ворожим вогнем, нагороджений орденом Святого Георгія 4-го ступеня.
Після проголошення незалежності Естонії вступив до естонських збройних сил, формував 5-у батарею 1-ї Естонської артилерійської бригади. 25 березня 1918 року наказом головнокомандувача Естонської армією генерал-майора Ларкі здійснено в капітани, зі старшинством з 19 липня 1917 року.
Восени 1918 року приєднався до Білого руху. 8 листопада 1918 року зарахований добровольцем до 1-го Псковського добровольчого стрілецького артилерійського полку Псковського добровольчого корпусу. У червні 1919 призначений командиром 2-ї батареї Псковської артилерійської бригади, у червні — липні — начальник артилерійської ділянки, потім до грудня 1919 — командир 2-ї батареї 2-го Окремого легкого артилерійського дивізіону.
Після ліквідації Північно-Західної армії, в 1921 прийняв естонське громадянство, 1 вересня 1921 зарахований в резерв Естонської армії. Працював шкільним учителем у Валзі. У 1927 році закінчив економічний факультет Тартуського університету . У 1938—1940 роках працював у бібліотеці у Винну. Надалі проживав у Тарту, працював шкільним учителем.
Помер 22 лютого 1985 року в Тарту, похований на цвинтарі Рааді-Мар'я.
Брат Павла — Артур Тенно (21.07.1894 — 11.04.1963), підполковник Естонської армії та РСЧА, учасник Визвольної війни, кавалер Хреста Свободи І класу 3-го ступеня. Репресовано під час Великої Вітчизняної війни.

## Нагороди
За час служби Павло Тенно був удостоєний нагород:
- Орден Святої Анни IV ступеня з написом «За хоробрість» (наказ 10-ї армії 1914 № 285, затверджено найвищим наказом 20 квітня 1915)
 — За бій 23 вересня 1914 року.
- Орден Святого Станіслава III ступеня з мечами та бантом (наказ 10-ї армії 1914 року № 332, затверджено найвищим наказом 1 травня 1915 року)
 — За бої з 24 по 28 вересня 1914 року.
- Орден Святої Анни III ступеня з мечами та бантом (найвищий наказ 4 червня 1915 року)
 — За бої з 16 листопада по 9 грудня 1914 року.
- Орден Святого Станіслава II ступеня з мечами (наказ головнокомандувача арміями Західного фронту від 10 жовтня 1915 року № 2092)
 — За бої з 4 по 8 березня 1915 року.
- Орден Святої Анни II ступеня з мечами (наказ 11-ї армії 1915 № 530, затверджено найвищим наказом 25 липня 1916)
 — За період боїв по 1 червня 1915 року.
- Орден Святого Володимира IV ступеня з мечами та бантом (наказ головнокомандувача арміями Північного фронту від 31 березня 1917 року № 238)
 — За період боїв з 13 по 17 лютого 1915 року.
- Орден Святого Георгія IV ступеня (наказ 7-ї армії № 1765 від 31 жовтня 1917 року)
 — За бій 18 червня 1917 року.